# 罗达赫河 (伊茨河支流)
50°8′5″N 10°52′36.5″E / 50.13472°N 10.876806°E

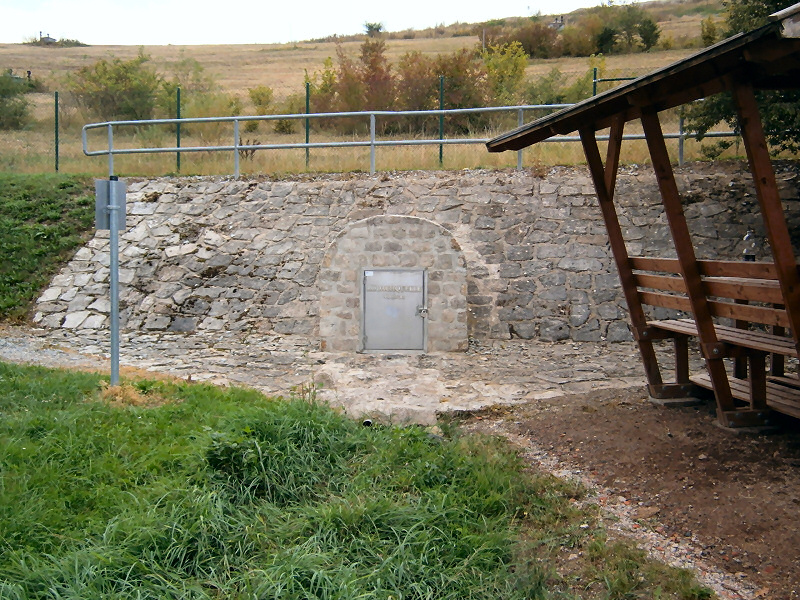

羅達赫河（德語：Rodach，發音：[ˈʁoːdax]）是德國巴伐利亚州的河流，位於該國東南部，屬於伊茨河的右支流，河道全長41.7公里，流域面積386.5平方公里，發源自希爾德布格豪森，河口處在伊茨格倫德。